# Gmina Czarny Dunajec
Gmina Czarny Dunajec je gmina v Polsku, v okrese Nowy Targ, který je součástí Malopolského vojvodství. Gmina sousedí se Slovenskem. Sídlem gminy je Czarny Dunajec. V roce 2011 žilo v této gmině 21 959 obyvatel.

## Struktura povrchu
Podle údajů z roku 2002 má gmina Raba Wyżna rozlohu 88,28 km², z toho je:
- zemědělská půda: 74%
- lesní půda: 15%

Gmina zaujímá 14,81% rozlohy okresu.

## Správní a administrativní členění

### Starostenství
V administrativních hranicích gminy Czarny Dunajec se nachází tato starostenství:
Chochołów, Ciche, Czarny Dunajec, Czerwienne, Dział, Koniówka, Odrowąż, Piekielnik, Pieniążkowice, Podczerwone, Podszkle, Ratułów, Stare Bystre, Wróblówka, Załuczne.

### Místa bez statutu starostenství
Brzuchacze, Chraca, Górny Młyn, Szeligówka.